# 佐藤梨那
佐藤 梨那（さとう りな、1995年2月9日 - ）は、日本テレビのアナウンサー。

## 来歴
埼玉県桶川市出身。
埼玉県立浦和第一女子高等学校、慶應義塾大学法学部政治学科卒業。
2017年日本テレビ入社。同期入社は伊藤大海・伊藤遼・後呂有紗。
入社して、『Going!Sports&News』に出演。 その後は、『Oha!4 NEWS LIVE』、『news zero』などの報道番組を中心に担当する。

## 人物
埼玉生まれ埼玉育ちだが、両親が京都出身なので、家族の会話は京都弁である。
小学校3年生の時にバレーボールを始め、大学時代は体育会女子バレーボール部に所属した。ポジションはライトで、早慶戦への出場経験もある。
バレーボール中継にアナウンサーが係わっていた事がアナウンサーを目指すきっかけとなった。
他局の同期アナ（2017年入社）で、テレ朝の三谷紬、元TBSの山本里菜、テレ東の角谷暁子、元フジテレビの久慈暁子（現・インセント所属）と親交があり、それぞれのInstagramで登場し合っている。
身長166 cm。

## 出演番組
太字は出演中
- スポーツ中継（駅伝・マラソン実況）
- Going!Sports&News - アシスタント
  - 日曜担当（2017年7月9日 - 2021年3月28日）
  - 後藤晴菜の代理（2018年10月27日、2019年6月29日、2020年1月11日）
  - 市來玲奈の代理（2022年7月30日）
- バズリズム02（2017年10月7日 - 2020年3月28日） - 進行
- news every.（2017年10月9日・10日） - 寺田ちひろの代理カルチャーキャスター
- Oha!4 NEWS LIVE - メインキャスター
  - 後藤晴菜の代理（2018年2月23日）
  - 金曜担当（2018年4月6日 - 2019年9月27日）
  - 郡司恭子の代理（2018年4月17日・9月4日、2019年3月12日・9月17日、2020年4月7日）
  - 笹崎里菜の代理（2019年7月18日）
  - 火曜担当（2020年9月29日 - 2021年3月23日）
  - 木曜担当（2021年4月1日 - 2022年9月29日）[10]
  - 石川みなみの代理（2023年9月28日）
  - 河出奈都美の代理（2024年8月16日）
- 月刊プロ野球!さまぁ〜ずスタジアム（BS日テレ） - ナレーション（かつてはリポーターも担当）
- 日テレNEWS24（不定期）
- eGG - アシスタント
- 映画天国（2020年1月7日 - 2021年3月23日） - 進行
- スッキリ
  - ニュースキャスター（2020年8月21日、2021年1月28日、2022年10月28日）[11]
  - 岩田絵里奈の代理（2022年8月17日）
  - 木曜ナレーター（2022年10月6日 - 2023年3月30日）
- NNNストレイトニュース
  - 後藤晴菜の代理（2020年8月21日）
  - 森富美の代理（2021年1月28日）
  - 杉野真実の代理（2022年10月28日）
- ヒルナンデス!
  - 梅澤廉の代理（2020年10月19日）
  - 杉上佐智枝（ニュースコーナー）の代理（2023年2月9日・23日）
  - 金曜ニュースコーナー担当（2023年4月7日 - 2024年3月29日）
  - 田中毅（ニュースコーナー）の代理（2023年4月26日・8月30日）
- news zero
  - 月・火曜ニュースキャスター（2021年3月29日 - 2024年3月26日）
  - ニュースキャスター代理（2022年9月16日・23日、2023年7月19日・20日・26日・27日、2024年5月23日・7月25日）[12]
  - 金曜メインキャスター代理（2023年7月21日、2024年5月24日）[13]
  - 月 - 水曜ニュースキャスター（2024年4月1日 - 9月25日）
  - 水・木曜ニュースキャスター（2024年10月2日 - ）
  - 金曜メインキャスター（2024年10月4日 - ）
  - 滝菜月の代理（2025年7月28日・29日）
- DAIGOの!世界きまぐれリモートツアー（BS日テレ） - ナレーター（不定期）
- ぐるぐるナインティナイン（2022年7月21日） - 「ダレダレ?コスプレショー・第14弾」進行[14]
- 情報ライブ ミヤネ屋（読売テレビ制作、2022年10月28日） - ニュースキャスター[15]
- シューイチ（2023年4月2日 - ） - 日曜「特シュー」コーナー担当
- DayDay.（2023年4月7日 - 2024年3月22日） - 金曜（隔週）ナレーター

## その他
- おけがわ魅力発信大使（2023年、埼玉県桶川市）[16]